# كارلوس توريس (عالم فلك)
كارلوس توريس (بالإسبانية: Carlos Torres)‏ هو عالم فلك تشيلي، ولد في 1929، وتوفي في 2011.